# 榮町車站 (愛知縣)
榮町車站（日语：／ Sakaemachi eki */?）是位於愛知縣名古屋市東區東櫻，屬於名鐵瀨戶線的車站。

## 車站結構
本站為為1面2線島式月台之地下車站。

### 月台配置
| 月台 | 路線   | 目的地               |
| ---- | ------ | -------------------- |
| 1、2 | 瀨戶線 | 大曾根、尾張瀨戶方向 |

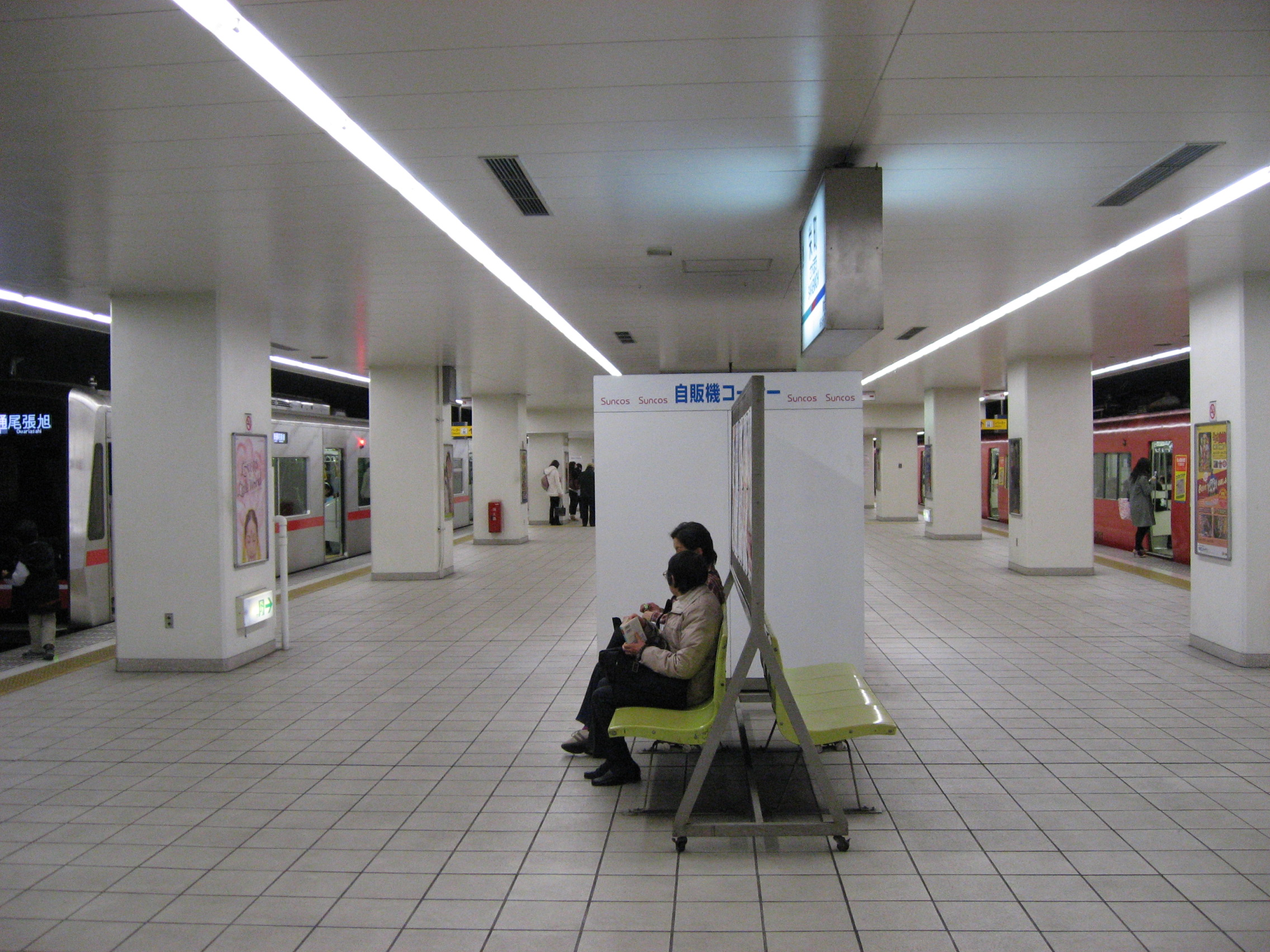
月台（2008年12月）
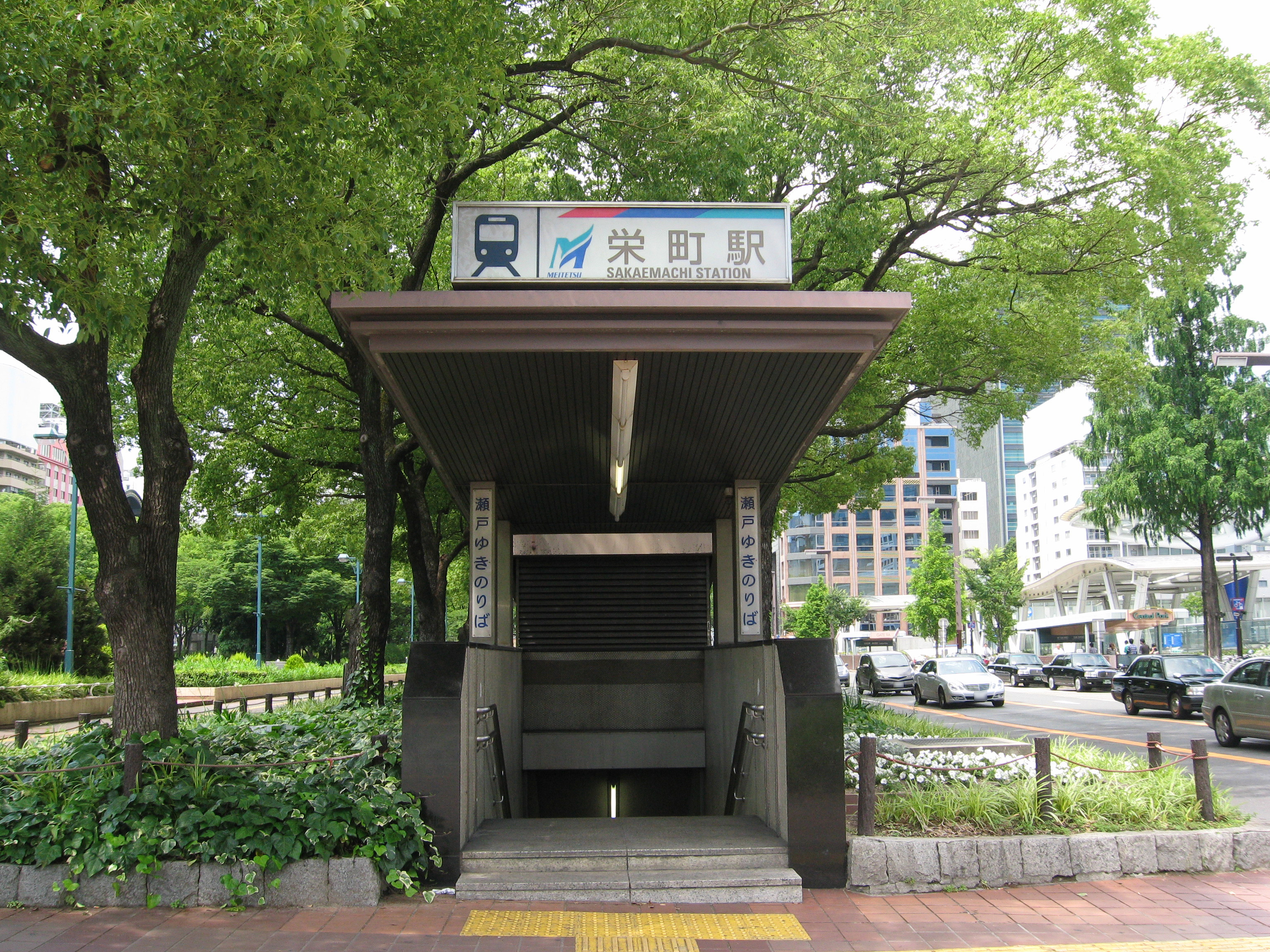
Oasis 21前的出入口（2009年6月）
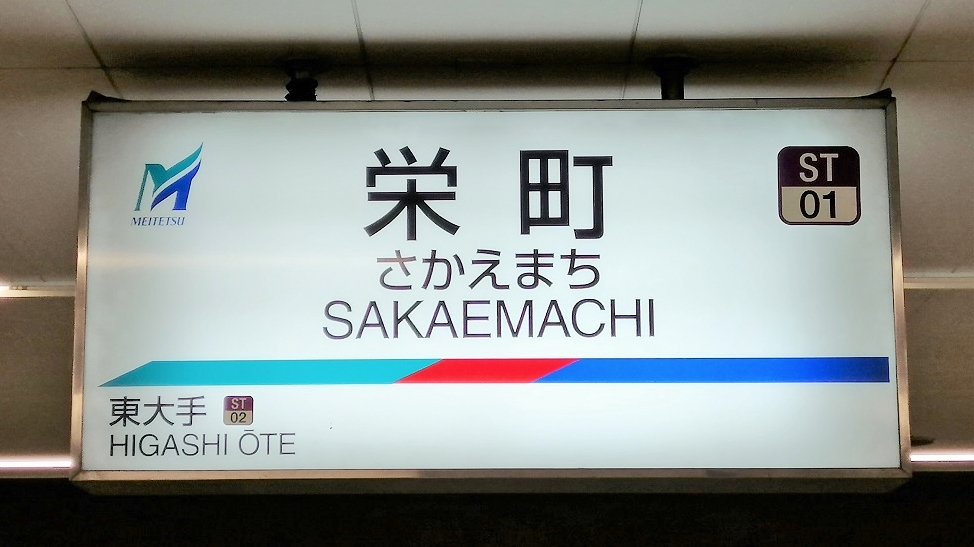
站名牌

### 配線圖
| ← 大曾根、 尾張瀨戶方向 | 榮町站 構內配線略圖 |  |
| 图例 参考文献：         |                     |  |

## 相鄰車站
名古屋鐵道
 瀨戶線
■急行、■準急、■普通
榮町（ST01）－東大手（ST02）

## 外部連結
- 榮町 - 名古屋鐵道